# Kuunkuiskaajat

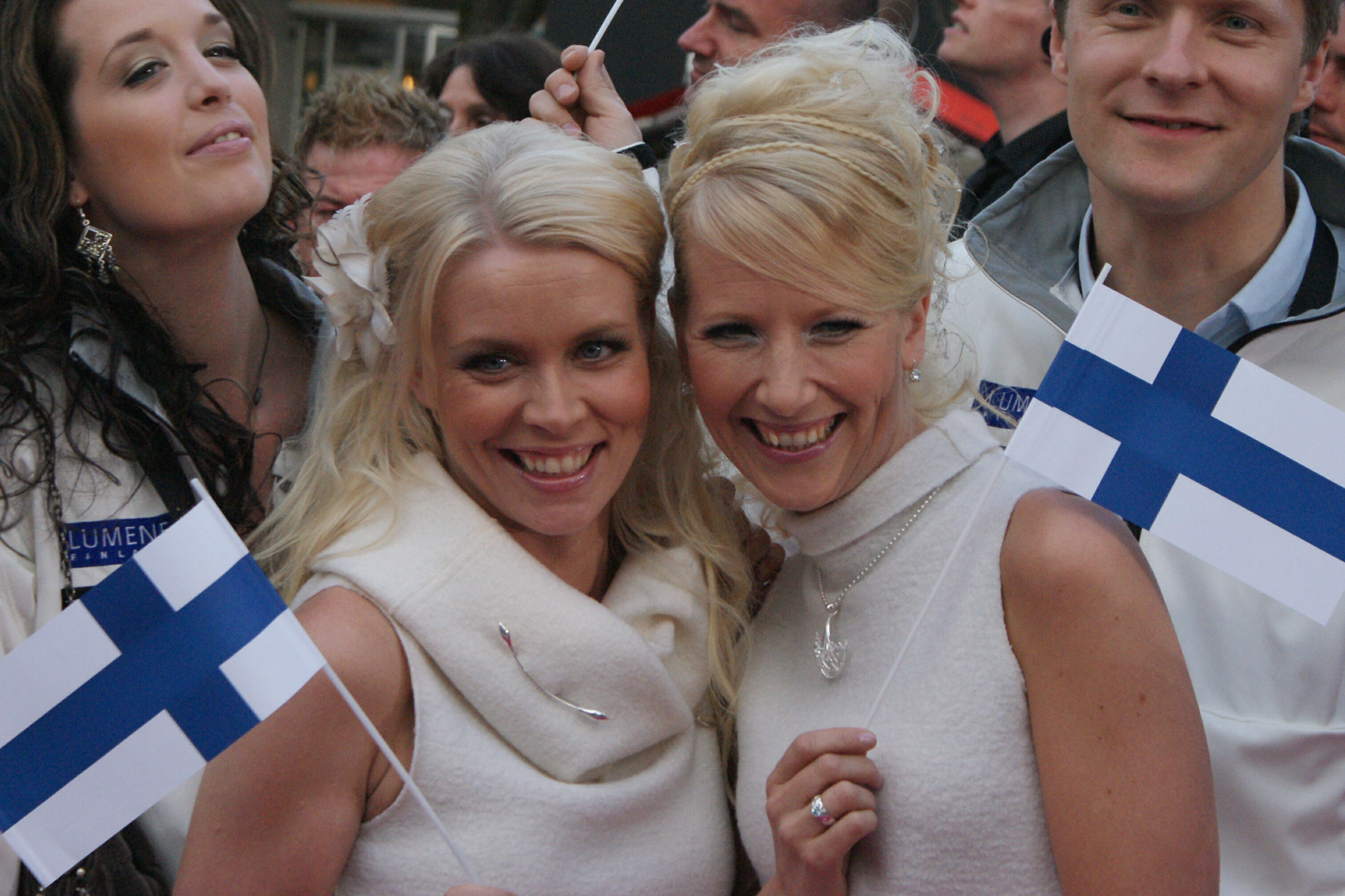
Kuunkuiskaajat in Oslo in 2010, links Virtanen, rechts Aho.

Kuunkuiskaajat (Fins voor "maanfluisteraars") is een Fins folkduo, bestaande uit Susan Aho en Johanna Virtanen.
Kuunkuiskaajat is actief sinds 2008, hoewel Aho en Virtanen al langer beiden deel uitmaakten van de groep Värttinä. Het duo speelt een moderne variant van folk, die door het pionierswerk van Värttinä is beïnvloed. Ook schuwen ze de in Finland erg populaire tangoinvloeden niet. In 2009 bracht het duo een eerste cd uit, die eveneens Kuunkuiskaajat heet.
De dames vertegenwoordigden Finland op het Eurovisiesongfestival 2010 in de Noorse hoofdstad Oslo met het Finstalige nummer Työlki ellää. De elfde plaats in de eerste halve finale op 25 mei was echter niet genoeg om door te mogen naar de finale. Dit was vooral te wijten aan de punten van de vakjury, want bij de televoters scoorde Kuunkuiskaajat wel hoog.